# Finne-Nordrand südwestlich Wohlmirstedt
Finne-Nordrand südwestlich Wohlmirstedt este o arie protejată (arie specială de conservare — SAC, sit de importanță comunitară — SCI) din Germania întinsă pe o suprafață de 347 ha, integral pe uscat.

## Localizare
Centrul sitului Finne-Nordrand südwestlich Wohlmirstedt este situat la coordonatele 51°13′58″N 11°27′18″E / 51.2328°N 11.455°E.

## Înființare
Situl Finne-Nordrand südwestlich Wohlmirstedt a fost declarat sit de importanță comunitară în octombrie 2000 pentru a proteja 3 specii de animale. Situl a fost protejat și ca arie specială de conservare în decembrie 2018.

## Biodiversitate
Situată în ecoregiunea continentală, aria protejată conține 4 habitate naturale: Păduri de fag Luzulo-Fagetum, Păduri de fag Asperulo-Fagetum, Păduri de stejar și carpen Galio-Carpinetum, Păduri aluvionare cu Alnus glutinosa și Fraxinus excelsior (Alno-Padion, Alnion incanae, Salicion albae).
La baza desemnării sitului se află mai multe specii protejate de  mamifere (3): liliac cârn (Barbastella barbastellus), liliac cu urechi mari (Myotis bechsteinii), liliac comun (Myotis myotis)
Pe lângă speciile protejate, pe teritoriul sitului au mai fost identificate 1 specie de amfibieni, 6 specii de mamifere, 1 specie de nevertebrate.